# Aphonopelma anitahoffmannae
Aphonopelma anitahoffmannae är en spindelart som beskrevs av Locht et al. 2005. Aphonopelma anitahoffmannae ingår i släktet Aphonopelma och familjen fågelspindlar. Inga underarter finns listade i Catalogue of Life.